# Mistrzostwa Polski Juniorów w Lekkoatletyce 2022
76. Mistrzostwa Polski juniorów w lekkoatletyce – zawody lekkoatletyczne, które odbyły się w dniach 7–9 lipca 2022 na stadionie MOSiR w Radomiu. Pierwotnie planowano zorganizować zawody w ostatni weekend czerwca.

## Medaliści

### Mężczyźni
| Konkurencja                          | Złoto                                                                          | Złoto    | Srebro                                                                              | Srebro   | Brąz                                                                                           | Brąz     |
| Bieg na 100 m                        | Igor Bogaczyński MKL Jarocin                                                   | 10.61    | Damian Soból KS AZS UWM Olsztyn                                                     | 10.73    | Hubert Kozelan AZS-AWFiS Gdańsk                                                                | 10.76    |
| Bieg na 200 m                        | Cezary Łazowy WMLKS Nadodrze Powodowo                                          | 21.56    | Dawid Tatara BKL Bełchatów                                                          | 21.64    | Damian Soból KS AZS UWM Olsztyn                                                                | 21.67    |
| Bieg na 400 m                        | Remigiusz Zazula KS Polonia Pasłęk                                             | 46.68    | Maks Szwed AZS Łódź                                                                 | 47.49    | Jakub Szczepaniak UMLKS START Wieruszów                                                        | 47.79    |
| Bieg na 800 m                        | Kacper Lewalski KS AZS UWM Olsztyn                                             | 1:47.84  | Bartosz Kitliński AZS UMCS Lublin                                                   | 1:48.58  | Michał Piątek CKS Budowlani Częstochowa                                                        | 1:50.39  |
| Bieg na 1500 m                       | Filip Rak AZS KU Politechniki Opolskiej Opole                                  | 3:52.86  | Kamil Herzyk SLiS JUST TEAM Bielsko-Biała                                           | 3:54.59  | Szymon Twardoń KS Energetyk Poznań                                                             | 3:55.36  |
| Bieg na 3000 m                       | Konrad Pogorzelski Adam Draczyński Running Team Nowa Sól                       | 8:11.46  | Adrian Romberg MKS-MOSM Bytom                                                       | 8:17.70  | Szymon Twardoń KS Energetyk Poznań                                                             | 8:31.82  |
| Bieg na 2000 m z przeszkodami        | Maciej Megier AZS-AWFiS Gdańsk                                                 | 5:45.25  | Mikołaj Czechowicz PLKS Gwda Piła                                                   | 5:46.63  | Adam Bajorski RLTL Optima Radom                                                                | 5:52.08  |
| Bieg na 110 m przez płotki (99,1 cm) | Stanisław Woliński MKS MOS Wrocław                                             | 14.29    | Bartosz Gerega MKS Piast Głogów                                                     | 14.43    | Paweł Miezianko UKS Czwórka Białystok                                                          | 14.52    |
| Bieg na 400 m przez płotki (91,4 cm) | Igor Filar ZLKL Zielona Góra                                                   | 52.61    | Łukasz Bańka MKS Agros Chełm                                                        | 52.78    | Sebastian Michalak KS AZS UWM Olsztyn                                                          | 54.00    |
| Sztafeta 4 × 100 m                   | AZS-AWFiS Gdańsk Seweryn Sosna Michał Łowicki Damian Opuszewicz Hubert Kozelan | 41.33    | KS Stal LA Ostrów Wlkp. Damian Drozdowski Kacper Cegła Cyprian Adamcio Dawid Grząka | 41.45    | KS Stal LA Ostrów Wlkp. II Piotr Stojanowski Jakub Tuczyński Mikołaj Kędzierski Kacper Zimniak | 42.96    |
| Sztafeta 4 × 400 m                   | AZS Łódź Jakub Wiliński Mateusz Matera Iwo Krysiak Maks Szwed                  | 3:16.05  | KS AZS UWM Olsztyn Sebastian Michalak Damian Soból Marcin Bendyk Kacper Lewalski    | 3:16.12  | AZS UMCS Lublin Oskar Groński Bartosz Kitliński Jakub Kos Łukasz Miroslaw-Pyda                 | 3:23.41  |
| Chód na 10 000 m                     | Kamil Piecuch LKS Stal Mielec                                                  | 47:08.68 | Oskar Wróbel UMLKS START Wieruszów                                                  | 48:49.65 | Kajetan Latański MLKS Nadwiślanin Chełmno                                                      | 49:10.63 |
| Skok wzwyż                           | Sebastian Moszczyński KS Podlasie Białystok                                    | 2.11     | Cezar Sidya GKS Olimpia Grudziądz                                                   | 2.11     | Mikołaj Szczęsny MKLA Łęczyca                                                                  | 2.09     |
| Skok o tyczce                        | Eryk Fursewicz ZLKL Zielona Góra                                               | 4.60     | Oskar Graczyk MKS Aleksandrów Łódzki                                                | 4.50     | Dawid Bucki UKS Olimp Mazańcowice                                                              | 4.30     |
| Skok w dal                           | Gabriel Dziełakowski LLKS Osowa Sień                                           | 7.46     | Patryk Kamionek UKS LA Basket Warszawa                                              | 7.20     | Stanisław Woliński MKS MOS Wrocław                                                             | 7.07     |
| Trójskok                             | Jakub Bracki BKL Bełchatów                                                     | 15.10    | Szymon Gabrysiak MUKS Park Zduńska Wola                                             | 14.97    | Kacper Jedynak RLTL Optima Radom                                                               | 14.68    |
| Pchnięcie kulą (6 kg)                | Jakub Korejba LUKS Chemik Kędzierzyn-Koźle                                     | 19.40    | Damian Rodziak MKL Jurand Szczytno                                                  | 18.64    | Radosław Starak KS Podlasie Białystok                                                          | 17.74    |
| Rzut dyskiem (1,75 kg)               | Damian Rodziak MKL Jurand Szczytno                                             | 57.03    | Jakub Korejba LUKS Chemik Kędzierzyn-Koźle                                          | 54.83    | Wojciech Lewkowicz ULKS Uczniak Szprotawa                                                      | 53.85    |
| Rzut młotem (6 kg)                   | Jakub Dzioba KS AZS AWF Warszawa                                               | 65.03    | Marcin Sobiesiak AZS UMCS Lublin                                                    | 61.50    | Wiktor Złotowski MLKS Nadwiślanin Chełmno                                                      | 60.98    |
| Rzut oszczepem (800 g)               | Artur Cytlał KS Polonia Pasłęk                                                 | 58.68    | Jakub Krawczyk ULKS Tychowo                                                         | 54.68    | Michał Gnaciński LKS Jantar Ustka                                                              | 52.47    |

### Kobiety
| Konkurencja                          | Złoto                                                                              | Złoto    | Srebro                                                                                              | Srebro   | Brąz                                                                                     | Brąz     |
| Bieg na 100 m                        | Magdalena Niemczyk UKS Tiki-Taka Kolbuszowa                                        | 11.60    | Aleksandra Piotrowska KS Wda Świecie                                                                | 11.91    | Julia Dziamska MKS Juvenia Puszczykowo                                                   | 11.94    |
| Bieg na 200 m                        | Magdalena Niemczyk UKS Tiki-Taka Kolbuszowa                                        | 23.68    | Julia Dziamska MKS Juvenia Puszczykowo                                                              | 24.18    | Aleksandra Piotrowska KS Wda Świecie                                                     | 24.41    |
| Bieg na 400 m                        | Kornelia Lesiewicz AZS-AWF Gorzów                                                  | 54.47    | Martyna Guzowska KS AZS AWF Katowice                                                                | 54.97    | Martyna Trocholepsza MKS Juvenia Puszczykowo                                             | 55.44    |
| Bieg na 800 m                        | Aleksandra Wiśniewska KS SMS Szklarska Poręba                                      | 2:06.34  | Paulina Stempniak KS Energetyk Poznań                                                               | 2:08.03  | Wiktoria Wróbel WLKS Nowe Iganie                                                         | 2:08.47  |
| Bieg na 1500 m                       | Aleksandra Wiśniewska KS SMS Szklarska Poręba                                      | 4:22.44  | Paulina Stempniak KS Energetyk Poznań                                                               | 4:23.45  | Wiktoria Wróbel WLKS Nowe Iganie                                                         | 4:25.05  |
| Bieg na 3000 m                       | Julia Jaguścik RKS Łódź                                                            | 9:35.90  | Liliana Młynarczyk MKST Astra Nowa Sól                                                              | 9:37.16  | Małgorzata Karpiuk KS Podlasie Białystok                                                 | 9:46.82  |
| Bieg na 2000 m z przeszkodami        | Maja Peryt KLKS Juventa-Cerrad Starachowice                                        | 6:38.17  | Regina Piechowska ULKS Talex Borzytuchom                                                            | 6:40.08  | Rozalia Malina MKS-MOS Płomień Sosnowiec                                                 | 6:48.26  |
| Bieg na 100 m przez płotki           | Alicja Sielska KS Wisła Puławy                                                     | 14.03    | Maja Olszak LKS Górnik Wałbrzych                                                                    | 14.15    | Natalia Wankiewicz CWZS Zawisza Bydgoszcz SL                                             | 14.18    |
| Bieg na 400 m przez płotki (76,2 cm) | Wiktoria Oko KS Wisła Puławy                                                       | 58.03    | Aleksandra Wołczak AZS-AWF Gorzów                                                                   | 58.64    | Maria Kołodziejczuk UKS Czempion Bełchatów                                               | 60.34    |
| Sztafeta 4 × 100 m                   | KS Wisła Puławy Liwia Włoszczyk Wiktoria Oko Zuzanna Gozdera Alicja Sielska        | 46.30    | MKS Juvenia Puszczykowo Małgorzata Przybył Gabriela Matuszczak Iga Lewandowska Martyna Trocholepsza | 49.24    | AZS UMCS Lublin Paulina Chmiel Emilia Wójtowicz Alicja Rak Maja Łyskowka                 | 49.27    |
| Sztafeta 4 × 400 m                   | KS AZS UWM Olsztyn Lena Sadurska Julia Twardowska Wiktoria Cybulska Aleksandra Lis | 3:46.36  | MKS Juvenia Puszczykowo Gabriela Matuszczak Julia Dziamska Jagoda Musielak Martyna Trocholepsza     | 3:53.07  | WMLKS Pomorze Stargard Natalia Knape Weronika Czeszewska Julia Koczorowska Anna Rejchert | 3:53.85  |
| Chód na 10 000 m                     | Magdalena Żelazna AZS-AWF Gorzów                                                   | 48:11.34 | Izabela Krzyżanowska STS Pomerania Szczecinek                                                       | 51:25.12 | Kinga Tomasik MOS CSiR Dąbrowa Górnicza                                                  | 54:49.05 |
| Skok wzwyż                           | Katarzyna Kokot AZS KU Politechniki Opolskiej Opole                                | 1.74     | Alicja Wysocka CWKS Resovia Rzeszów                                                                 | 1.72     | Barbara Burlewicz KS AZS AWF Warszawa                                                    | 1.69     |
| Skok o tyczce                        | Maja Chamot KS Sprint Bielsko-Biała                                                | 3.90     | Valentyna Iakovenko CWZS Zawisza Bydgoszcz SL                                                       | 3.70     | Zofia Gaborska MKL Szczecin                                                              | 3.60     |
| Skok w dal                           | Anna Matuszewicz MKL Toruń                                                         | 6.25     | Emilia Wawrowska MLKS Sokół Lubin                                                                   | 6.03     | Paulina Kubis WLKS Wrocław                                                               | 5.98     |
| Trójskok                             | Anna Kłosińska UKS Vis Skierniewice                                                | 12.91    | Anna Rugowska WLKS Wrocław                                                                          | 12.73    | Anna Matuszewicz MKL Toruń                                                               | 12.35    |
| Pchnięcie kulą (4 kg)                | Zuzanna Maślana MLKL Płock                                                         | 15.68    | Joanna Marszelewska MKL Jurand Szczytno                                                             | 13.06    | Wiktoria Charkiewicz KS Podlasie Białystok                                               | 12.89    |
| Rzut dyskiem (1 kg)                  | Martyna Dobrowolska AZS-AWFiS Gdańsk                                               | 45.06    | Alicja Gajewska AZS-AWFiS Gdańsk                                                                    | 44.05    | Zuzanna Maślana MLKL Płock                                                               | 42.47    |
| Rzut młotem (4 kg)                   | Weronika Kaniowska AZS-AWF Gorzów                                                  | 58.23 PB | Wiktoria Wijas KKL Kielce                                                                           | 57.13    | Maria Duszkiewicz LKS Stal Miele                                                         | 54.96    |
| Rzut oszczepem (600 g)               | Natalia Jasińska AZS-AWFiS Gdańsk                                                  | 46.30    | Michalina Tyczyńska UKS Olimp Duszniki                                                              | 43.25    | Aleksandra Szczyrba MKS-MOS Płomień Sosnowiec                                            | 38.94    |